# Entente Sud lyonnais
L'Entente Sud lyonnais (ESL) est un club d'athlétisme de Lyon et sa proche banlieue, issu de la fusion en plusieurs sections d'un même club de 5 unités locales (Bron, Pierre-Bénite, Francheville, Vienne St Romain et Ternay). Au 14 aout 2017, L'Entente Sud Lyonnais regroupe 1128 licenciés du baby athlé au vétéran.
Toutes les disciplines de l'athlétisme sur piste et hors stade peuvent y être pratiquées à tout âge, une section adaptée aux personnes victime de handicap visuel existait également. Actuellement dans une dynamique très positive avec quatre montées de division successives en quatre ans qui lui permettent d'évoluer en division élite depuis 2012,. Le club organise sa formation des plus jeunes athlètes autour de deux centres, l'un à Bron et l'autre à Pierre-Bénite en essayant de couvrir la totalité des disciplines. Ce club compte régulièrement dans ses rangs de nombreux athlètes des équipes de France jeunes et senior.
En 2016, il est le premier club en nombre de licenciés de la métropole lyonnaise avec 966 adhérents.

## Philosophie
L'Entente Sud Lyonnais accorde une importance majeure aux compétitions par équipes et à la formation des jeunes et moins jeunes.

## Palmarès collectif
- Vainqueur coupe d'Europe des clubs de course sur route féminine 1995 (section locale ASUL Bron)
- Participation aux coupes d'Europe des clubs champions juniors femmes 2010 à Rieti (Italie) et 2012 à Leiria (Portugal)
- 11e club du classement FFA 2011-2012

Interclubs seniors
- 10e Interclubs élite en 2013.
- 13e Interclubs élite en 2012.
- 3e Interclubs de N1A et montée en première division (élite) en 2011.
- Champion de France en 3e (N1B) division en 2010.
- Champion de France N1C en 2009.

Coupe de France des relais et spécialités
- Coupe de France des relais et spécialités 2009, 2010, 2011 et 2012 :
  - 1er club français par le nombre d'équipes qualifiées

- Coupe de France des relais et spécialités 2010 :
  - 1er club français avec 14 podiums dont 5 titres mais aussi 17 équipes finalistes sur 18 qualifiées
  - Champion de France du relais 4 × 400 mètres masculin 2010.

Interclubs jeunes
- Double champion de France interclubs cadettes (2008 à La Roche sur Yon et 2010 à Annecy)
- Vice-champion de France 2008 interclubs espoirs hommes
- 3e interclubs moins de 23 ans féminins 2011

Relais jeunes en salle
- 3e 4 × 200 m cadettes lors des championnats de France en salle 2011
- Vice champions de France 4 × 200 m cadets lors des championnats de France en salle 2013
- Champions de France 4 x 200 m cadettes lors championnats de France en salle 2020

Equip'athlé
- Champion de France Equip'athlé cadettes 2011
- Vice-champion de France 2009, 2010 et 2012 Equip' athlé cadettes
- Grand chelem en qualification pour la finale nationale Equip'athlé 2012 (Minimes et cadets masculins et féminins)
- Champions interrégionaux Equip'athlé benjamins 2012

Cross et Courses sur route :
- Depuis des dizaines d'années, l'Entente Sud Lyonnais et ses sections locales ont remporté de très nombreux titres et podiums nationaux collectifs en cross, semi marathon, 10 km, Ekiden...

## Principaux athlètes et anciens athlètes des sections locales
ASUL Bron
- Annette Sergent (formée au club) : 9 podiums en championnats du monde de Cross Country dont 2 titres mondiaux et 2 troisièmes places en individuel - recordwoman de France du 2000 m
- Dominique Guebey (formé au club) : 40 fois international A à la marche dont la 12e place au 50 km marche des JO de Los Angeles
- Rosario Murcia : recordwoman de France du 10 000 m
- Mélina Robert-Michon : recordwoman de France du lancer du disque
- Philippe Lamine : demi-finaliste championnats du monde en salle sur 60 m haies
- Héni Kechi : 4e des championnats d'Europe de Barcelone (2010) sur 400 m haies
- Hugo Grillas : 5e des championnats d'Europe espoirs 2011 sur 400 m haies
- Télie Mathiot : Championne de France FFSU et vice-championne de France FFA 2011 à la perche
- Vincent Favretto : 4e France Elite 2011 à la perche
- Darlène Mazeau : vainqueur des jeux des îles de l'océan indien à la longueur. Vice-championne de France 2012 à la longueur.
- Estelle Perrossier : championne de France Elite 2014 sur 400 m (en salle) et championne d'Europe du 4 × 400 m aux Championnats d'Europe d'athlétisme 2014 de Zurich.
- Fanny Peltier : vice-championne du monde junior avec le relais 4 × 100 m 2016 et vice-championne d'Europe espoir avec le relais 4 × 100 m 2017.
- Marine Mignon : Championne d'Europe cadette du 200 m 2016 et du relais medley 2016
- Abdoulaye Drame : 7e des championnats d'Europe junior du 100 m 2017

Pierre-Bénite
- Floria Gueï : championne d'Europe du 4 × 400 m aux Championnats d'Europe d'athlétisme 2014 de Zurich.

- Teresa Nzola Meso Ba : recordwoman de France du triple saut
- Christian Plaziat (formé au club): recordman de France du Décathlon
- Franck Verzy (formé au club) : ancien recordman de France du saut en hauteur et toujours second au bilan français tout temps
- Emmanuel Biron (formé au club): membre du collectif 4 × 100 m français vice-champion du monde 2011
- Dora Jemaa (formée au club): championne de France Elite 2010 sur 400 m haies
- Florian Labourel (formé au club) : recordman de France minime du saut en hauteur, Champion de France Elite 2015 (en salle) à la hauteur
- Prisa Duvernay : championne de France 2017 et 2018 en saut en hauteur
- Thibaud Garrivier : skyrunner, vainqueur de la Transvulcania 2019 et 2e de la CCC de l'Utra-Trail du Mont-Blanc 2019.

Francheville
- Blandine Maisonnier (formée au club): 4e de l'heptathlon aux universiades 2011
- Aline Salut (formée au club): seconde des gymnasiades de Doha au lancer du marteau

## Principaux entraîneurs actuels et leurs spécialités
Par ordre alphabétique :
- Daniel Aligne, sauts et haies (également Directeur Technique de l'Entente Sud Lyonnais)
- Sébastien Aligne, jeunes
- Djamel Boudebibah, sprint et relais
- Christian Bourguignon, perche
- Zoran Denoix, sauts horizontaux et sprint
- Emmanuel Duranton, demi-fond, route et trail
- Jean-Louis Ferlat, jeunes
- Jean-Pierre Hirtzig, perche
- Franck Matamba, sprint et haies (Directeur Technique section locale ASUL Bron)
- François Najar, demi-fond
- Bernard Pelletier, jeunes (également Président de l'Entente Sud Lyonnais)
- Philippe Remy, demi-fond, route, trail et marche athlétique
- Philippe Sitot, jeunes
- Jean-Jacques Veillas, sauts
- Javier Perez, demi-fond, route et cross

## Organisations et coorganisations
- Meeting Envol Trophée de Pierre Bénite
- Meeting de Bron
- Insa Perch'formance
- Journée de DAM'S
- 10 km de Bron
- Francheville Trail
- Cross de La Bachasse à Oullins
- Cross du fort de Bron